# Einar Östlund
Artur Einar Petrus Östlund, född 27 maj 1895 i Gefle församling, Gävleborgs län, död 12 november 1975 i S:t Görans församling, Stockholms län, var en svensk pianofabrikör och pianostämmare.

## Biografi
Östlund verkade i den av fadern startade AB Gefle Orgel- och pianofabrik 1909–1916, i Lundholms pianomagasin i Stockholm 1917–1932 och som egenföretagare 1932–1969. Han var lärare i pianostämning vid Kungliga Musikhögskolan 1945–1961. Östlund invaldes som associé nr 218 av Kungliga Musikaliska Akademien den 16 november 1961 och överfördes till ledamot nr 766 den 1 juli 1971. Han är begravd på Solna kyrkogård.